# Museo nazionale marittimo di Danzica
Il Museo Nazionale Marittimo di Danzica (in polacco Narodowe Muzeum Morskie) è un museo marittimo a Danzica, in Polonia, è stato fondato il 1º gennaio 1962. È dedicato alla raccolta, ricerca e conservazione di manufatti e documenti riguardanti il trasporto navale, il commercio internazionale, la pesca e la cultura delle persone che lavorano in mare, nei fiumi e quelli a terra; così come la diffusione della conoscenza della storia marittima della Polonia e della sua economia attraverso i secoli.

## Storia
Nel 1958 fu fondata l'Associazione degli Amici del Museo, e con la partecipazione di Przemysław Smolarek (impiegato del Museo Nazionale di Szczecin), l'Associazione organizzò una mostra intitolata Da una pagaia a un'unità nucleare nella Corte di Artù a Danzica. Przemysław Smolarek fece pressione per la creazione di un museo dedicato internamente alla marina in Polonia e i suoi sforzi ebbero successo: nel 1959, per decisione delle autorità (ministri del governo aiutati dal Museo della Tecnologia di Varsavia), il museo fu fondato a Danzica. Przemysław Smolarek fu incaricato del lavoro di preparazione. Il Museo fu ufficialmente istituito il 1 gennaio 1962, e Smolarek fu nominato suo direttore. Rimase in questa posizione fino alla sua morte nel 1991.
All'inizio il museo si trovava nella Gru medievale di Danzica, ma presto iniziò a ramificarsi. Nel 1963 è stato aperto il primo ramo - il Museo del Faro nel Faro di Rozewie - seguito dal Museo della Pesca sulla penisola di Hel nel 1972. Nel 1972 l'istituzione è stata rinominata Museo Marittimo Polacco e ha ottenuto lo status di istituzione nazionale.
Nel 1977 il Museo ottenne un edificio restaurato adiacente alla Gru, e vi aprì un dipartimento chiamato Skład Kolonialny (La collezione coloniale). Nel 1984, furono aperte altre filiali - il Museo del Fiume Vistola a Tczew, così come il veliero Dar Pomorza (precedentemente nave di addestramento dell'Accademia Navale di Gdynia), che era stato convertito in una nave museo divenne una nuova filiale del Museo Marittimo. La successiva nave museo che si unì alla "flotta" del Museo Marittimo fu la Sołdek - la prima nave oceanica (piroscafo) costruita a Danzica dopo la seconda guerra mondiale. È stata consegnata al Museo nel 1989. Sempre nel 1989, il Museo ha ottenuto i granai restaurati ad Ołowianka, un'isola che forma il centro del vecchio porto di Danzica. Dal 2000, 5 granai appartengono al Museo e sono stati convertiti nel suo edificio principale.
Nel 2012, il Centro di Cultura Marittima è stato aperto nell'edificio precedentemente occupato dall'ex Collezione Coloniale, formando una nuova filiale del Museo. Dal 2013 il Museo ha cambiato nome: il Museo Nazionale Marittimo (Narodowe Muzeum Morskie).
Nel 2016 è stata aperta la più recente filiale: il Centro per la conservazione dei relitti (Centrum Konserwacji Wraków Statków), che è stata aperta a Tczew, vicino al Museo del fiume Vistola.

## Filiali
Attualmente il museo è composto da 8 filiali:
- La Gru - situata in una gru portuale medievale (costruita nel XV secolo, ricostruita dopo i danni della guerra negli anni '50), ospita mostre sul porto storico e sulle persone che vi lavoravano (trasportatori, portuali, mercanti, skipper, velai, cordai).[5]
- Granai sull'isola di Ołowianka - sito principale del museo. Al suo interno ci sono tre gallerie: "Poli sui mari del mondo", "Archeologia subacquea e immersioni" e "Galleria marittima" contenente opere d'arte raffiguranti temi marittimi.[6]
- Centro della cultura marittima - designato come una struttura educativa, il centro ospita una vasca d'acqua in cui modelli telecomandati aiutano a capire come le navi vengono manovrate. Nel Centro ci sono anche strutture che mostrano il processo di carico del carico e altre attività marittime. L'altra mostra, "Barche dei popoli del mondo" espone varie barche da tutto il mondo.[7]
- Museo della pesca di Hel - situato in un edificio della chiesa del XV secolo[8] contiene oggetti che mostrano la storia della pesca nella baia di Danzica e nel Mar Baltico, la cultura dei Casciubi.[9]
- Museo della Laguna della Vistola a Kąty Rybackie - presenta la storia della costruzione navale e della pesca nella Laguna della Vistola.[10]
- Il Museo del fiume Vistola a Tczew - ospitato in un edificio industriale del XIX secolo[11] - mostra oggetti che illustrano gli aspetti commerciali della navigazione lungo la Vistola. Questa mostra vuole ricordare il valore che il fiume Vistola aveva per il commercio polacco nel periodo tra il XV e il XVIII secolo, e presenta barche e zattere utilizzate per il trasporto del grano e del legname.[12]
- Centro di conservazione dei relitti a Tczew - questo ramo è diviso di due parti. La prima è il magazzino dello studio, dove sono esposti oggetti archeologici come barche, loro parti o frammenti, insieme a yacht storici e una collezione di kayak.[13] La seconda parte è formata dal Laboratorio di Conservazione, dove gli oggetti recuperati dai siti archeologici sono conservati e restaurati o ricostruiti. I visitatori hanno una buona visione del laboratorio e delle fasi del processo di restauro.[14]
- Nave museo Sołdek - è una nave a vapore da trasporto per il carbone e altri minerali, costruita nel 1949, i visitatori possono vedere la costruzione e le attrezzature della nave, così come le condizioni di vita e di lavoro del suo equipaggio.[15]
- Nave museo Dar Pomorza - è una nave a vele piene costruita nel 1909; dal 1929 al 1983 è servita come nave di addestramento delle scuole della marina polacche. Attualmente è usata per dimostrare la costruzione di una nave alta e la storia delle scuole della marina polacche. Un ulteriore spazio espositivo è dedicato a Karol Olgierd Borchardt, ufficiale polacco e scrittore che è stato Primo ufficiale di coperta sulla Dar Pomorza nel 1938-1939.[16]